# サッシャ・ダーワン
サッシャ・ダーワン（Sacha Dhawan、1984年5月1日 - ）は、グレーター・マンチェスター出身の、イングランドの俳優、声優。演劇 The History Boys（2004年 - 2006年）やその映画版『ヒストリーボーイズ』（2006年）、ドラマ『アイアン・フィスト』（2017 - 2018年）への出演で知られる。2020年には『ドクター・フー』第12シリーズにマスター役で出演した。

## 生い立ち
ダーワンはメトロポリタン・バラ・オブ・ストックポートのブラムホールにて、パンジャーブ州のジャランダル出身のインド人の両親の間に生まれた。マンチェスターのレイン＝ジョンソン・シアター・スクールで指導を受け、12歳で演技を始めた後、ストックポートのアクィナス・カレッジに進学した。
2004年から2006年にはアラン・ベネットの舞台 The History Boys のアクタール役を演じた。同作はブロードウェイ・シアター（ニューヨーク）とシドニー、ウェリントン、香港で上演されており、ダーワンは同じ役で出演した。またラジオ版や映画版にも出演した。テレビドラマでの主な出演にはアメリカ合衆国のドラマ『アイアン・フィスト』、イギリスのSFドラマ『ドクター・フー』がある。『ドクター・フー』では第12シリーズ「スパイフォール」に出演し、主人公ドクターと長きに渡り対立する宿敵マスター役を演じた。なお『ドクター・フー』の通常のエピソードに出演するのは同作が初であったが、2013年には番組の黎明期を製作の視点から振り返る50周年記念特別番組 An Adventure in Space and Time (en) に出演し、初代監督ワリス・フセイン役を演じた。

## 主な出演作

### 映画
- 『ヒストリーボーイズ』（2006年） - アクタール役
- 『アフター・アース』（2013年） - パイロット役
- 『ミス・シェパードをお手本に』（2015年） - 医者役

### テレビ
- 『チャギントン』（2008年 - ） - エディ役
- 『ビーイング・ヒューマン』（2012年） - ピート役
- An Adventure in Space and Time (en) （2013年） - ワリス・フセイン役
- 『セルフリッジ 英国百貨店』（2014年） - ジミー・ディロン役
- 『24 TWENTY FOUR リブ・アナザー・デイ（英語版）』[9]（2014年） - Naveed Shabazz役
- 『UTOPIA -ユートピア-（英語版）』（2014年）[10] - ポール役
- 『SHERLOCK（シャーロック）』（2017年） - エイジェイ役
  - 「六つのサッチャー」
- 『アイアン・フィスト』（2017年 - 2018年） - ダヴォス（英語版）役
- 『ドクター・フー』（2020年） - マスター役
  - 「スパイフォール」
  - 「サイバーマンの再興」
  - 「時を超えた子供たち」
- 『ドラキュラ伯爵』（2020年）[11] - シャルマ役
- 『サンダーバード ARE GO』（2020年） - ステュー役
- 『THE GREAT 〜エカチェリーナの時々真実の物語〜』[12]（2020年） - Orlov役

### ゲーム
- 『Mass Effect: Andromeda』（2017年） - 追加の声
- 『LEGO マーベル スーパー・ヒーローズ 2 ザ・ゲーム』（2017年） - スティール・サーペント（英語版）役
- 『ドラゴンクエストXI 過ぎ去りし時を求めて』（2018年） - ファーリス、追加の声

### 舞台
- The History Boys（2004年 - 2006年） - アクタール役